# Chiesa di San Giuseppe (Moso in Passiria)
La chiesa  di San Giuseppe (in tedesco Kirche St. Josef) è la parrocchiale a Stulles (Stuls), frazione di Moso in Passiria (Moos in Passeier) in Alto Adige. Appartiene al decanato di Merano-Passiria della diocesi di Bolzano-Bressanone e risale al XVIII secolo.

## Descrizione
La chiesa è un monumento sottoposto a provvedimento di vincolo col numero 16118 nella provincia autonoma di Bolzano.